# آنافیلاتوکسین
آنافیلاتوکسین (انگلیسی: Anaphylatoxin) همه مانند (C3a, C4a و C5a) اجزای سیستم کمپلمان هستند که هنگام فعال شدن سیستم کمپلمان تولید می‌شوند. این گلیکوپروتئین‌ها موجب آزادشدن گرانول‌های سلول‌های اندوتلیال، ماست سلها و بیگانه‌خوار شده و ایجاد التهاب می‌کنند. این امر همچنین باعث بکارگیری و فعال شدن نوتروفیل‌ها و سایر سلول‌های ایمنی می‌شود.